# 尹惟忠
尹惟忠，南直隶通州（江苏南通）人。明朝政治人物，同進士出身。

## 生平
建文二年（1400年），登庚辰科进士，官至西安府同知。